# Яз (пляж)
42°17′00″ пн. ш. 18°48′17″ сх. д. / 42.28333° пн. ш. 18.80472° сх. д.

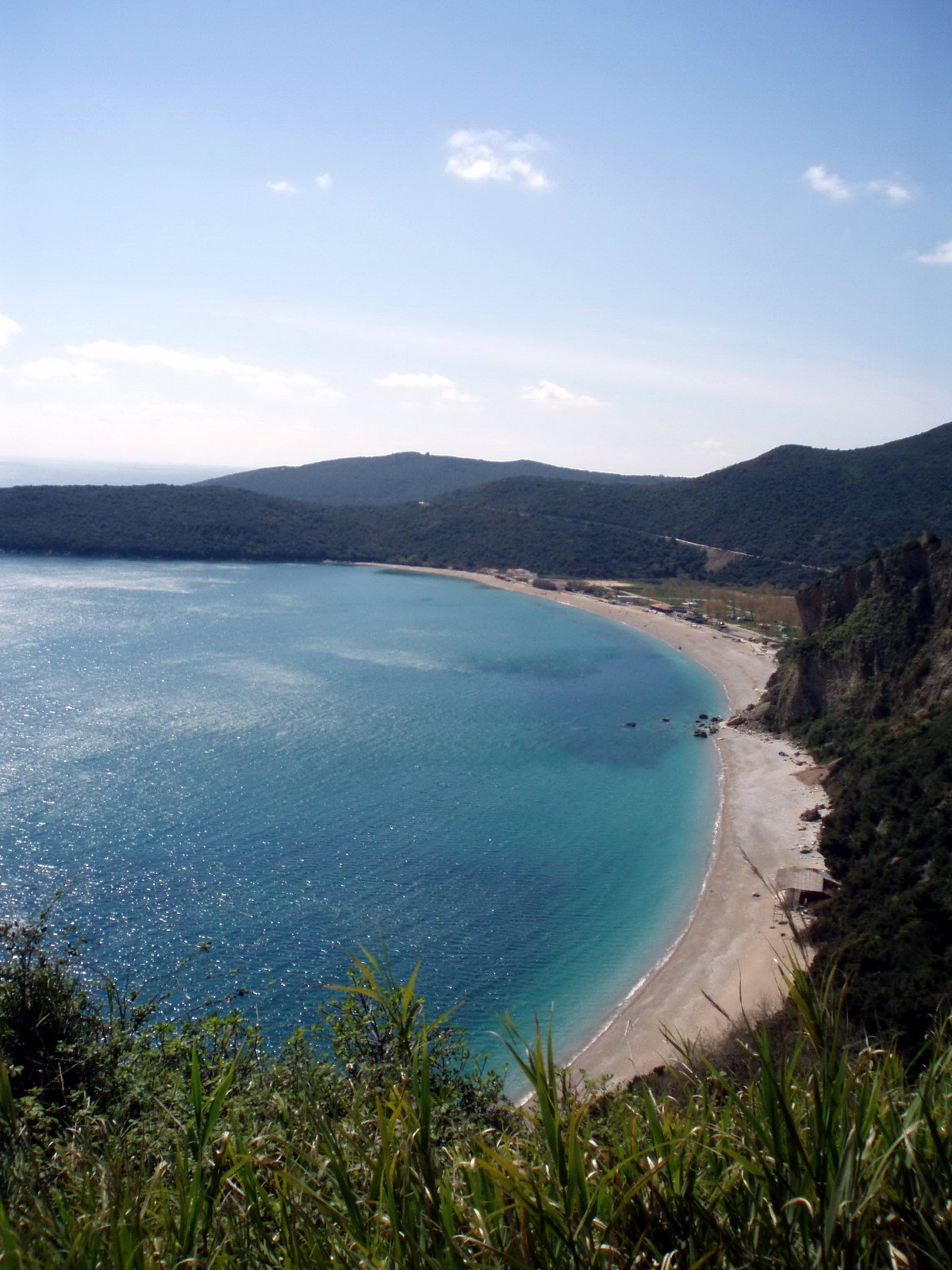
Вигляд на пляж

Яз (серб. Јаз) — пляж в общині Будва, що в Чорногорії. Розташований на 2,5 кілометра західніше від міста Будва. Складається з двох частин: одна має довжину 850 метрів, а друга, колишній нудистський пляж, 450 метрів. Це гальковий пляж з місцем для кемпінгу, який простягається на більшій частині берега (має місткість на 2000 наметів).
Хоча пляж і належить до найдовших у Чорногорії та є популярним серед відпочивальників, міжнародну популярність місце здобуло через численні концерти та події.

## Місце проведення концертів
У липні 2007 року в цьому місці виступили The Rolling Stones. Після чого Яз став відомим концертним майданчиком для різних міжнародних музичних подій. Проте в липні 2009 року концерти припинились.
Щорічні літні концерти розглядалися як інструмент для підвищення міжнародного іміджу Чорногорії, а також покращували в країні туристичний напрямок. Здебільшого ці події були профінансовані Светозаром Маровичем, впливовим чорногорським політиком, який є уродженцем Будви.

### Літо 2007-08 років
9 липня 2007 року тут зіграли свій концерт The Rolling Stones у рамках власного світового туру «A Bigger Bang». Заради виступу гурту було вирівняно велику ділянку біля пляжу та розширено дорогу. Концерт відвідало 40 000 людей, а Будва отримала відзнаку найменшого міста, яке приймало фанів The Rolling Stones з усього світу.
Наступною значною подією став триденний «Live Fest», який відбувся у серпні 2008 року. На фестивалі виступали такі відомі виконавці як: Ленні Кравіц, Арманд Ван Гельден, Діно Мерлін, Горан Брегович та Здравко Чолич.
25 вересня того ж року відбувся концерт Мадонни в рамках світової програми «Sticky & Sweet Tour» ― подію відвідало 47 524 людей. У 2008 році тут також виступали Van Gogh, Девід Моралес та Junior Jack.

### «Live Music Festival 2009»

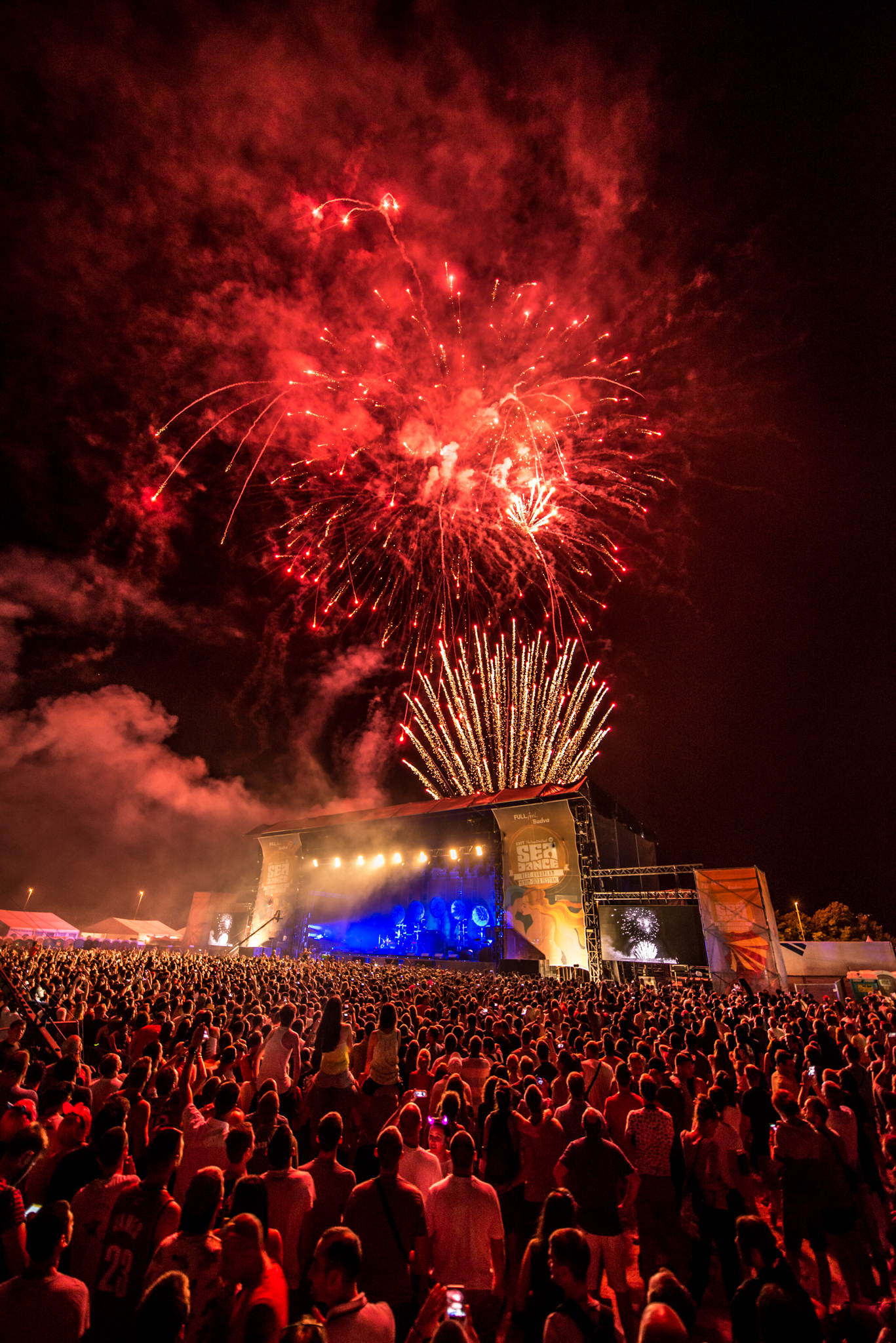
Sea Dance Festival 2015

На початку 2009 року організатори фестивалю оголосили, що влітку буде відбуватись «Live Music Festival» ― на ньому будуть виступати такі виконавці як Тіна Тернер, Брітні Спірс та Дзуккеро.
Пізніше Рака Марич заявив, що жоден з перелічених виконавців не приїде на фестиваль. Для популярної газети «Vijesti» він сказав таке: «Внаслідок світової фінансової кризи, на цьогорічному музичному фестивалі не буде деяких світових зірок». Попри те, що Тіна Тернер вже закінчила своє світове турне, відзначивши своє 50-річчя у професії, і була вільною для нових концертів, Марич сказав, що «вона закінчила тур і ніколи вже більше не буде в турне знову», що, звичайно, не було правдою. Він також повідомив, що «Брітні Спірс закінчує своє європейське турне 26 липня», тож вони вже не можуть запросити її.
Попри те, що організатори офіційно заявили про виступ таких виконавців як Vlado Georgiev, Plavi Orkestar, Riblja Čorba, другий «Live Music Festival» так і не відбувся.

### «Summer Fest 2012»
Після трирічної відсутності, музичні концерти повернулися влітку 2012 року з триденним фестивалем «Summer Fest», який проводився з 5 по 8 серпня. Замість  світових відомих виконавців на фестивалі були представлені такі місцеві, як: Nagual, Night Shift, Van Gogh, Hladno Pivo, Nipplepeople, Off Duty, SARS, Pero Defformero, Partibrejkers, Riblja Čorba, The Beatshakers, Gomila Nesklada, Who See, Inspektor Blaža i Kljunovi, Kiki Lesendrić & Piloti, Orthodox Celts та Junior Jack.

### «Sea Dance Festival 2014»
У 2014 році на пляжі Яз проходив триденний літній музичний фестиваль «Sea Dance Festival». На музичній події виступали такі виконавці як Jamiroquai, Underworld, Example Live, Bad Copy, Darkwood Dub, Kiril Djaikovski ft. TK Wonder, Eddy Temple-Morris, Eyesburn, Juan Atkins, Klingande, Lollobrigida, Mark Knight, Neno Belan & Fiumens, Patife, Rambo Amadeus, Roger Sanchez, Tara McDonald, Timo Maas, Urban & 4, Who See.

## Галерея

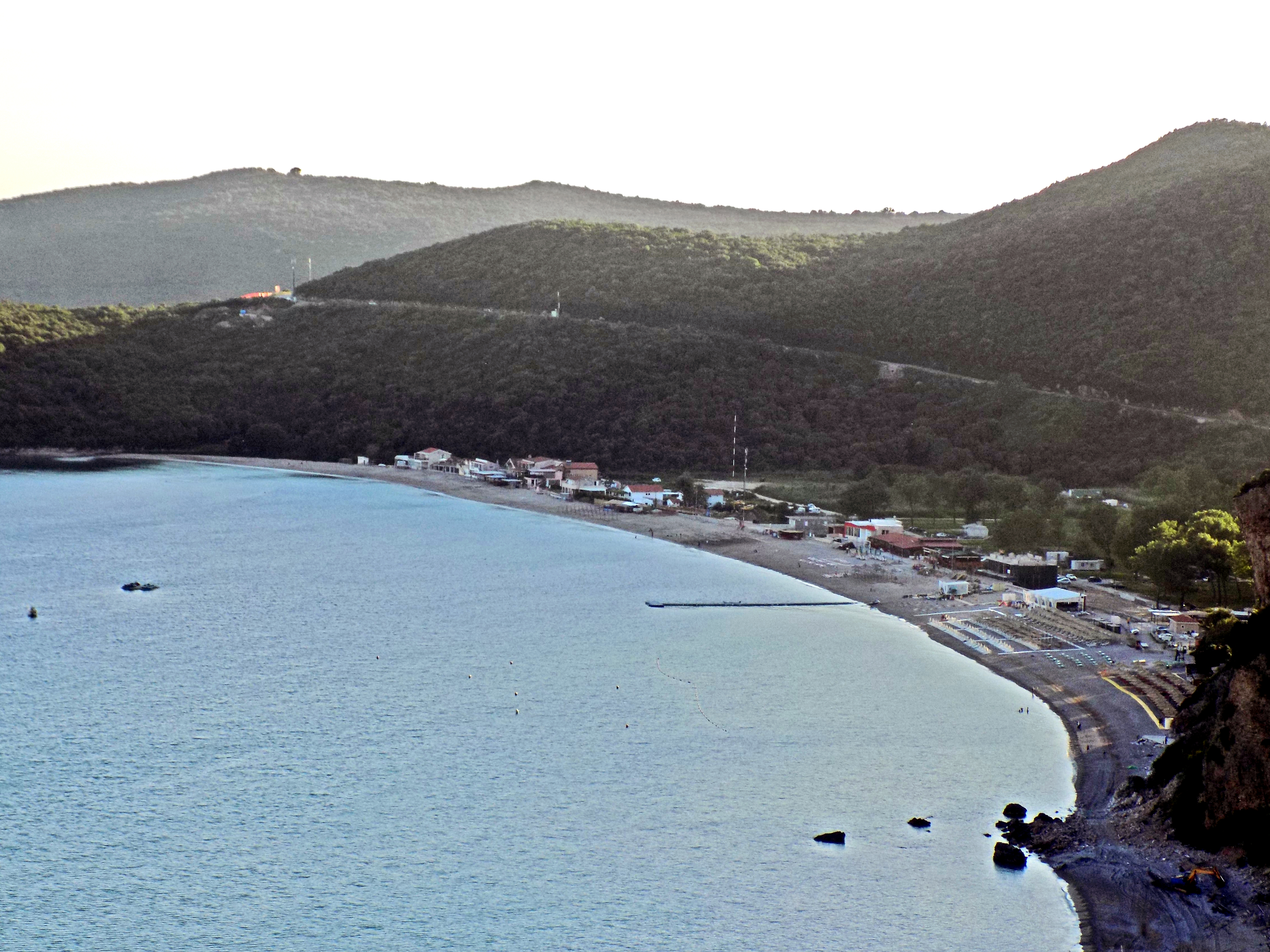
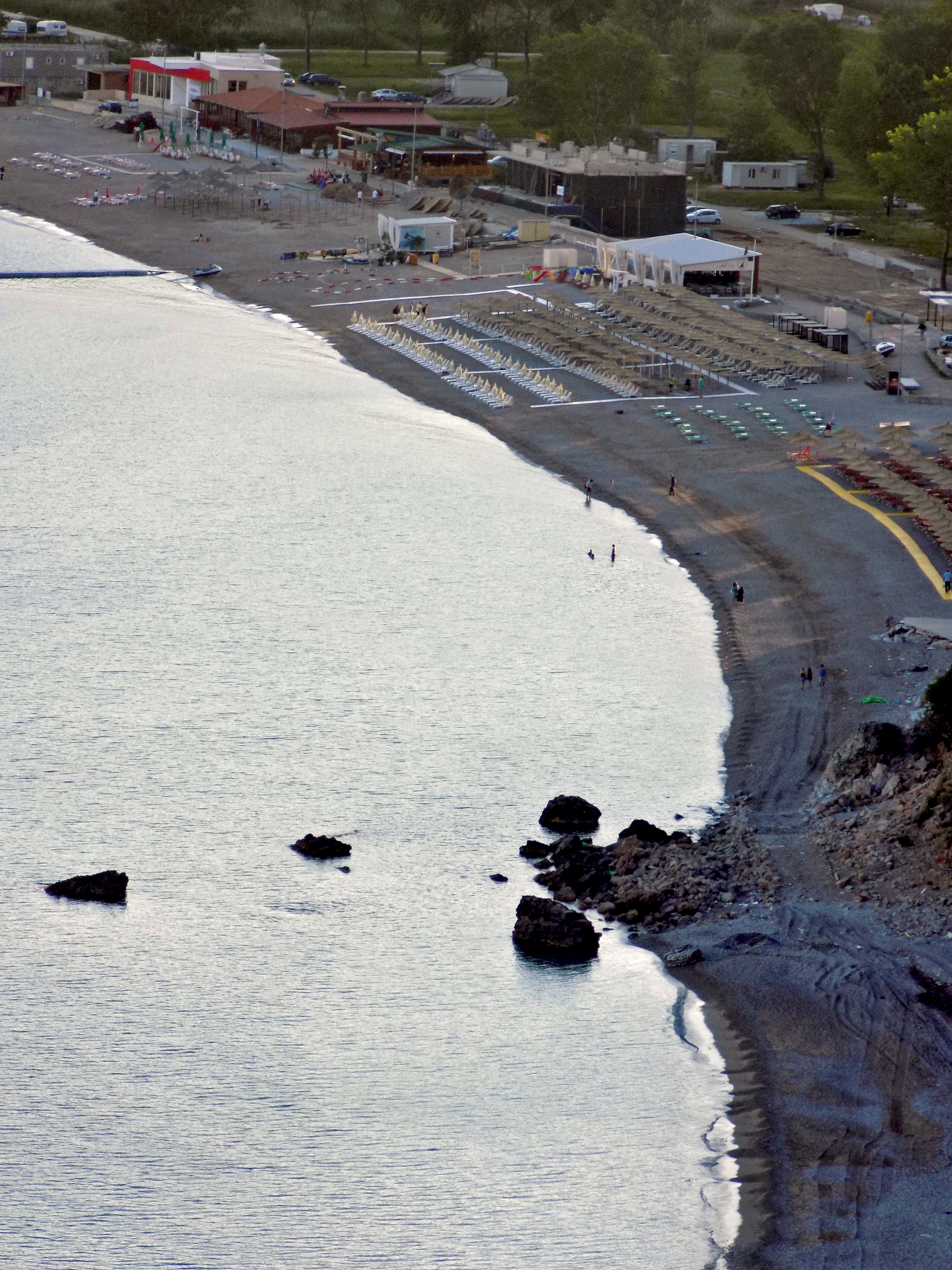
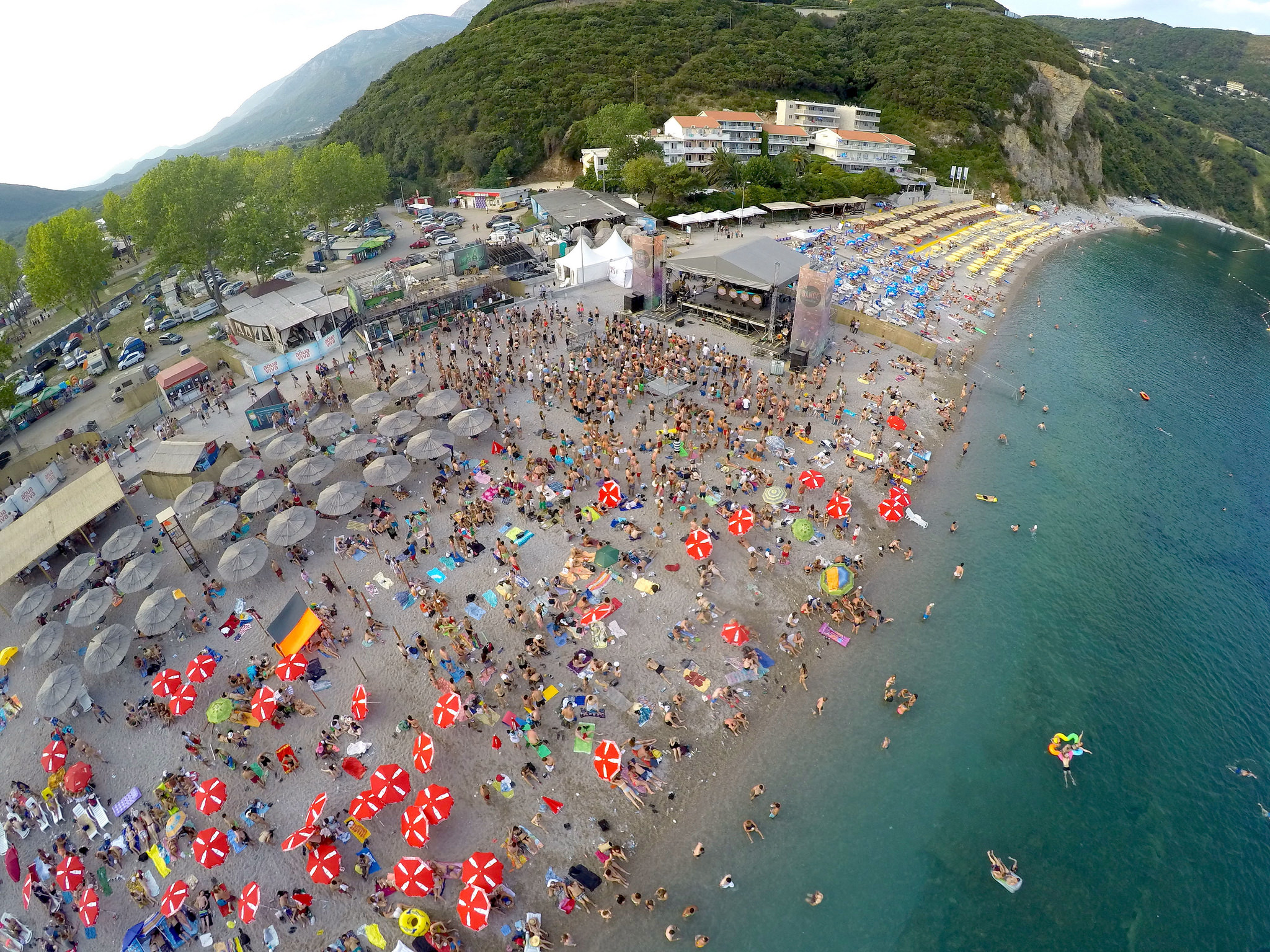
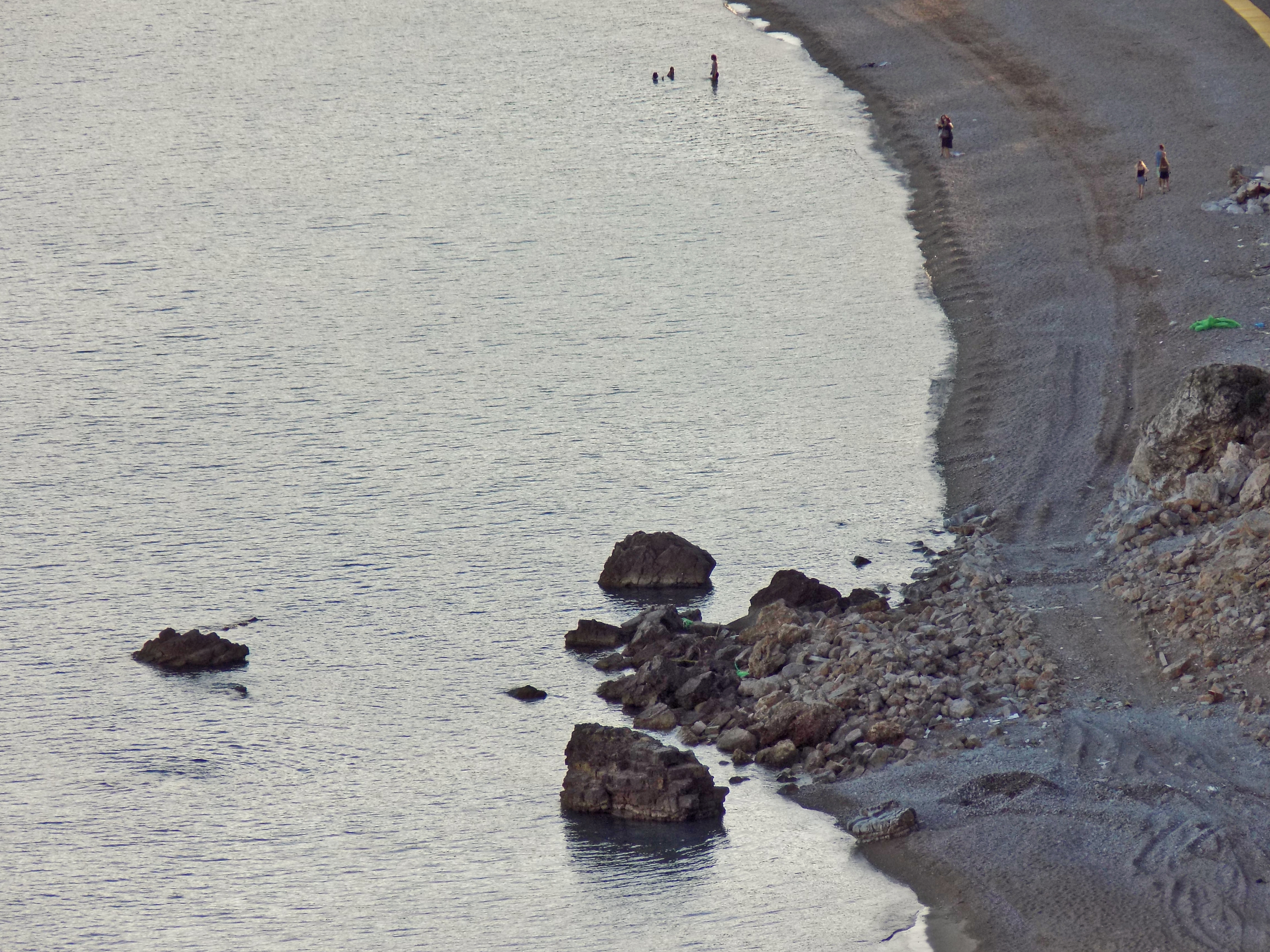
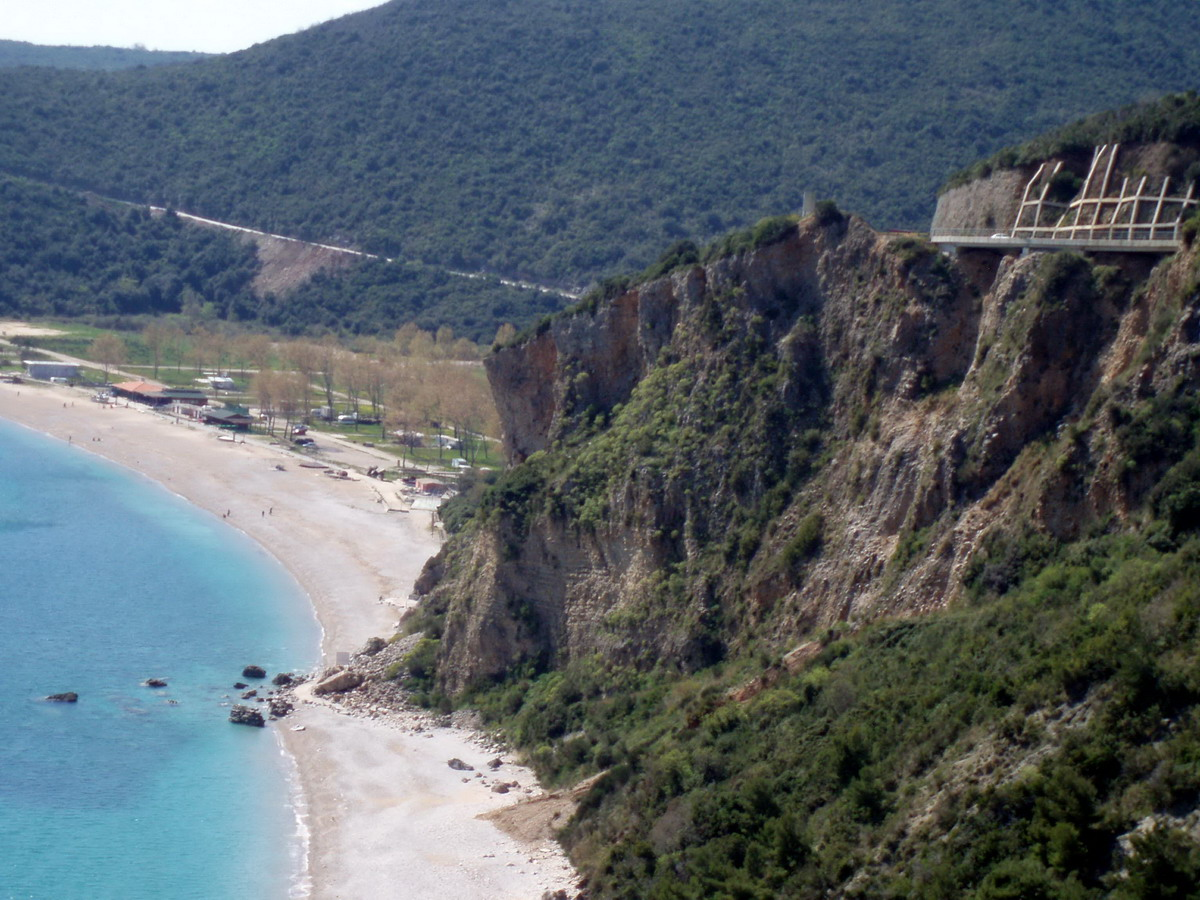